# Onze-Lieve-Vrouw-ten-Hemelopnemingskerk (Zuiddorpe)
De Onze-Lieve-Vrouw-ten-Hemelopnemingskerk (ook: Maria Hemelvaartkerk) is de parochiekerk van Zuiddorpe, gelegen aan Dorpsplein 1.

## Geschiedenis
Vanaf de 15e eeuw stond hier een katholieke kerk, die echter vanaf 1646 gebruikt werd als hervormde kerk om vanaf 1807 weer als parochiekerk dienst te doen. In 1885 werd de kerk gesloopt om vervangen te worden door een neogotisch bouwwerk.
Deze kerk werd ontworpen door P.J. van Genk. Het is een neogotische kruisbasiliek met een zijdelings geplaatste, slanke noordwesttoren.

## Inventaris
Van belang is de preekstoel van 1637. Deze is rijkelijk voorzien van houtsnijwerk, waaronder afbeeldingen van de vier evangelisten. De kruiswegstaties zijn van 1906 en vervaardigd door A. Windhausen. Het orgel is van 1929 en gebouwd door de firma Pels.

## Processiepark
Achter de kerk bevindt zich een processiepark. Het betreft zeven kleine en één grotere halfopen kapel, in 1888 gebouwd in neogotische stijl. In 1876 werd een Lourdesgrot gebouwd, welke echter verdwenen is en vervangen door een nieuwe grot die in 1982 tot stand kwam.
Op het kerkhof bevinden zich enkele 19e-eeuwse grafmonumenten.

## Begraven in de kerk
- Joos van Ghistele